# Lak (houtbewerking)

Houtlak of lak, is een harsachtige substantie die wordt gebruikt om hout te beschermen tegen inwerkingen van buitenaf, die van zowel klimatologische als mechanische aard kunnen zijn.
Lak bestaat uit hars opgelost in een weekmaker. Deze hars kan zijn:
- op basis van alkydharsen
- op basis van kunststof, zoals polyurethaan of acryl

Als weekmaker wordt bij alkydhars meestal terpentine gebruikt. De moderne kunststoflakken zijn meestal op waterbasis. Er zijn ook lakken die als basis natuurlijke grondstoffen hebben.
Net als bij beitsen is het belangrijk dat het hout voor het lakken goed glad wordt gemaakt en stof- en vetvrij.
Lak kan met een kwast, een roller of met een spuit worden opgebracht. Ook kan met een puimsteen in de 'natte lak' geschuurd worden, en vervolgens met een plamuurmes 'afgemest' worden. De nerven worden dan volgedrukt en/ of vermengd met eerdere lagen. Dit bevordert de levensduur, alhoewel het enigszins een 'ouderwetse verfmethode' is.

## Lakbereiding
Het bereiden van lak, ook lakstoken genoemd, vindt plaats volgens een heel wat ingewikkelder procedé dan verfbereiding. Hier is onder meer terpentijn (hars van bepaalde soorten sparren) en lijnolie bij nodig. Met name de terpentijn moet heel heet worden gestookt hetgeen, zeker in vroeger jaren, niet alleen brandgevaarlijk was, maar ook stankoverlast met zich meebracht. De recepten voor lakbereiding waren vroeger vaak beroepsgeheim.